# Elio Rossi
Elio Rossi (Pesaro, 15 maggio 1927 – Pesaro, 8 dicembre 2009) è stato un calciatore italiano, di ruolo centrocampista.

## Caratteristiche tecniche
Giocava come mediano.

## Carriera
Fa il suo esordio in competizioni professionistiche nella stagione 1945-1946, nella quale all'età di 18 anni gioca 7 partite in Serie C con la maglia della Vis Pesaro, la squadra della sua città natale. A partire dalla stagione successiva gioca stabilmente da titolare, disputando 26 partite nel campionato 1946-1947 e 28 partite l'anno successivo, nel corso del quale segna anche il suo primo gol in carriera in competizioni professionistiche. Al termine della stagione 1947-1948 inoltre la Vis Pesaro retrocede nel campionato regionale di Promozione (la massima serie dilettantistica dell'epoca), nel quale Rossi segna un gol in 29 presenze nella stagione 1948-1949, un gol in 28 presenze nella stagione 1949-1950, 4 gol in 28 presenze nella stagione 1950-1951 ed infine 3 gol in 30 partite nella stagione 1951-1952, che la Vis Pesaro conclude con una retrocessione. Dopo sette stagioni consecutivi Rossi nel 1952 lascia la squadra, trascorrendo la stagione 1952-1953 con la maglia della Vigor Senigallia in IV Serie, campionato concluso dai rossoblu al terzo posto in classifica.
Nel 1953 viene ceduto alla Sambenedettese in Serie C: nel suo primo anno gioca 25 partite e segna un gol, mentre nella stagione 1954-1955 scende in campo in 29 occasioni senza mai segnare. Gioca regolarmente da titolare (31 presenze senza nessuna rete messa a segno) anche nel corso dell'intera stagione 1955-1956, che la squadra marchigiana chiude con la vittoria del campionato e la conseguente promozione in Serie B. Fa il suo esordio nella serie cadetta nel 1956, all'età di 29 anni: nel corso della sua prima stagione nella nuova categoria gioca 19 partite di campionato, mentre nella stagione 1957-1958 scende in campo in 20 occasioni. Gioca con la Sambenedettese anche per l'intera stagione 1958-1959, durante la quale totalizza 13 presenze senza gol arrivando quindi ad un bilancio totale di 137 presenze ed una rete con la maglia rossoblu.
Nell'estate del 1959 lascia San Benedetto del Tronto dopo sei campionati consecutivi per fare ritorno alla Vis Pesaro, la squadra con cui aveva esordito ad inizio carriera, con la cui maglia gioca 2 partite in Serie C durante la stagione 1959-1960, al termine della quale si ritira dall'attività calcistica all'età di 33 anni.
In carriera ha giocato complessivamente 52 partite in Serie B, senza mai segnare.

## Palmarès

### Club

#### Competizioni nazionali
- Serie C: 1

Sambenedettese: 1955-1956